# SC Dynamo Berlin
Le  Sportclub (SC) Dynamo Berlin  était un club omnisports est-allemand, situé à Berlin-Est. 

## Historique
Le SC Dynamo Berlin était l’une des émanations du Sportvereinigung Dynamo, l’association sportive des ministères de l’Intérieur et de la Sécurité du régime communiste est-allemand. Le club abritait des sections de handball, d’athlétisme, de natation, de gymnastique, de cyclisme, de patinage de vitesse, de patinage artistique, de hockey sur glace, d’escrime, d’aviron, de boxe et de volley-ball. La section football fut détachée du club en 1966 et prit le nom de BFC Dynamo.
À la chute du Mur de Berlin, les hockeyeurs formèrent leur propre club des  Eisbären Berlin et les volleyeurs le CJD Berlin. Les autres disciplines sportives formèrent le club SC Berlin. La section aviron se sépara du club en 1998 et devient SC Berlin Köpenick

## Palmarès (handball)
- Vainqueur du Championnat d'Allemagne de l'Est (2) : 1969, 1971
- finaliste de la Coupe d’Europe des clubs champions : 1969-1970 (battu par le VfL Gummersbach).

## Palmarès (hockey sur glace)
- Championnat d'Allemagne de l'Est
  - Champion (13) : 1966, 1967, 1968, 1976, 1977, 1978, 1979, 1980, 1984, 1985, 1986, 1987 et 1988
  - Vice-champion (16) : 1959, 1960, 1961, 1962, 1963, 1964, 1965, 1969, 1971, 1972, 1973, 1974, 1975, 1981, 1989, 1990

## Palmarès (volley-ball)
- Coupe d'Allemagne de l’Est
  - Vainqueur (7) : 1960, 1968, 1981, 1982, 1983, 1990, 1991

## Athlètes renommés
- Christoph Höhne
- Ilona Slupianek
- Karin Büttner-Janz